# Big Rig Bounty Hunters
Big Rig Bounty Hunters (no Brasil, Caçadores de Caminhões) é um programa do gênero reality show do canal The History Channel que estreou em 14 de fevereiro de 2013 nos Estados Unidos.  O programa mostra várias equipes de caçadores de recompensas estadunidense dedicadas a encontrar e resgatar caminhões que foram roubados por criminosos ou abandonados por seus motoristas, em troca de altas recompensas.
Distribuídos pelos Estados Unidos, os Caçadores de Caminhões recuperam esses veículos e cobram um bom dinheiro por isso, ainda mais se a carga estiver intacta. Numa corrida maluca, eles não perdem tempo para resgatar esses veículos e suas cargas.
Um de seus apresentadores, Vince Jones, morreu durante o sono em 22 de março de 2017, aos 46 anos, após uma parada cardíaca.